# Fosinopril
Fosinopril ist ein Arzneistoff aus der Gruppe der ACE-Hemmer, der zur Behandlung der arteriellen Hypertonie (Bluthochdruck) und der Herzinsuffizienz eingesetzt wird. Fosinopril selbst ist ein inaktives Prodrug. Sein Wirkprinzip beruht nach Aktivierung zum Fosinoprilat auf der Hemmung des Angiotensin Converting Enzymes (ACE).

## Pharmakologie

### Anwendungsgebiete
Fosinopril wird als Monotherapie und in Kombination mit anderen Blutdrucksenkern vorzugsweise Diuretika zur Therapie des Bluthochdruckes und zur Behandlung der Herzinsuffizienz eingesetzt, wobei es zu synergistischen Effekten und somit zu einer verstärkten Blutdrucksenkung kommt. Bei schweren Verlaufsformen der Herzinsuffizienz ist auch eine Kombination mit Digitalis möglich und angezeigt.

### Wirkmechanismus
Fosinopril führt als Inhibitor des Angiotensin Converting Enzyme zu einer verminderten Bildung von Angiotensin II aus Angiotensin I. Diese verminderte Bildung von Angiotensin II bedingt eine Abnahme des Tonus der Blutgefäße und damit eine Abnahme des Blutdruckes. Ebenfalls führt die Abnahme des Angiotensin-II-Spiegels zu einer Verringerung der Aldosteron-Freisetzung aus der Nebennierenrinde und somit zu einer Beeinflussung des Wasserhaushalts (siehe auch Renin-Angiotensin-Aldosteron-System).

### Nebenwirkungen
Die meisten Nebenwirkungen von Fosinopril werden mit einem durch ACE-Hemmer bedingten verlangsamten Abbau und Kumulation von Bradykinin in Verbindung gebracht. Dazu zählen Hautreaktionen, wie z. B. Exantheme und Nesselsucht, ferner auch Angioödeme. Schwere allergische Hautreaktione werden hingegen nur sehr selten beobachtet.
Zu den Nebenwirkungen der Atemwege zählen trockener Husten, Heiserkeit und Halsschmerz. Asthmaanfälle und Atemnot können ebenfalls, wenn auch selten, auftreten.
Als Folge der Hauptwirkung von Fosinopril kann es zu einer übermäßig starken Blutdrucksenkung kommen. Infolgedessen können gelegentlich Schwindel, Kopfschmerz und Benommenheit beobachtet werden. Von schweren Herz-Kreislaufereignissen, wie Angina Pectoris, Herzinfarkt und Synkope, wurde nur in Einzelfällen berichtet.
Durch Eingriff in den Wasser- und Elektrolythaushalt können gelegentlich funktionelle Nierenfunktionsstörungen beobachtet werden. Eine Proteinurie (Ausscheidung von Proteinen im Harn) wurde hingegen nur selten beobachtet.
Da Fosinopril in der Schwangerschaft u. a. Wachstums- und Knochenbildungsstörungen beim Kind verbunden mit einer erhöhten Sterblichkeit hervorrufen kann, darf Fosinopril in dieser Zeit nicht eingenommen werden und sollten durch andere geeignete therapeutische Maßnahmen ersetzt werden.

### Wechselwirkungen
Fosinopril verstärkt die blutzuckersenkende Wirkung von Insulin und oralen Antidiabetika sowie die blutbildverändernden Wirkungen von Immunsuppressiva.
Durch Eingriff in den Wasser- und Elektrolythaushalt kann die Ausscheidung von Elektrolyten verlangsamt werden, was insbesondere bei der Therapie mit Lithium und kaliumsparenden Diuretika beachtet werden sollte.
Bei Kombination mit anderen blutdrucksenkenden Arzneimitteln sollte eine verstärkte Blutdrucksenkung berücksichtigt werden.

### Wirkstärken
Fosinopril steht in den Wirkstärken 5, 10 und 20 mg und kombiniert mit dem Diuretikum Hydrochlorothiazid (HCT) in 20/12,5 mg zur Verfügung.
Eine Dosisanpassung bei Leber- oder Nierenfunktionsstörungen ist nicht erforderlich, da eine Elimination (Ausscheidung) gleichermaßen erfolgt und so genügend Kompensationsmöglichkeiten vorhanden sind.

## Chemie
Fosinopril ist ein ACE-Hemmer der zweiten Generation, der nur entfernt Ähnlichkeit zu anderen Arzneistoffen der sonst weitgehend monoformen Gruppe der ACE-Hemmer besitzt. Bei der Synthese geht man von der Aminosäure (2S,4R)-4-Hydroxyprolin aus, die in einer vielstufigen Reaktionssequenz zu Fosinopril umgesetzt wird. Fosinopril ist der derzeit einzige ACE-Hemmer mit einer Phosphinatstruktur.
Die Substanz ist ein inaktives Prodrug, was durch Veresterung und Acetalbildung erreicht wird. Die terminale Acetylgruppe wird im Organismus in der Leber durch Esterasen abgespalten. Das so gebildete Halbacetal zerfällt langsam, dabei entsteht das aktive Fosinoprilat.

## Stereoisomerie
Fosinopril enthält vier Stereozentren, davon drei an Kohlenstoffatomen und eines am Phosphoratom. Theoretisch gibt es also 16 Stereoisomere. Die Stereozentren am Pyrrolidinring sind eindeutig definiert [(2S,4R)]. Die absolute Konfiguration des Stereozentrums am Kohlenstoffatom in der Seitenkette und am Phosphoratom ist jedoch nicht einheitlich. Der Arzneistoff Fosinopril ist somit ein Diastereomerengemisch. Stereoisomere besitzen im Allgemeinen unterschiedliche pharmakologische Wirkungen.

## Handelsnamen
Monopräparate
Dynacil (D), Fositen (CH), Fositens (A), diverse Generika (A)
Kombinationspräparate
In Kombination mit Hydrochlorothiazid: Dynacil comp (D), Fosicomp (A, CH), Generika (D, A, CH)